# 中原章任
中原 章任（なかはら の のりとう）は、鎌倉時代末期の貴族、明法家（法学者）。『金玉掌中抄』の著者。花園院の明法侍読。父は章継、弟は是円・真恵。従四位下、大判事・明法博士・修理権大夫。

## 略歴
中原氏は10世紀の氏祖中原有象以来明経道（儒学）・明法道（法学）を家学とした家系であり、章任はそのうち明法道を家学とする系統の生まれで、章直流に属す。祖父の章職は、刑部省大判事明法博士。父の中原章継も、『地下家伝』九によれば、明法博士だったと伝えられる。弟の是円（中原章賢）と真恵も『建武式目』を起草者した法学者として著名。
若年から検非違使道志に任官し、検非違使尉、大夫判官と出世を重ねる。
正和3年（1314年）頃、前太政大臣・前関東申次である西園寺実兼の家司を務めた（『公衡公記』）。この記録は、明法家が特定の公卿に侍すこともあった実例として興味深いものである。
律令の参考書である『金玉掌中抄』を著述。約70の法律事項に律令格式本文と家学によって註解したもので、鎌倉時代の公家法の思想を伺うことができ、また律の逸文を含むことから貴重。
元応元年（1319年）、後醍醐天皇によって記録所に召されて明法論議に参加している。
元応2年（1320年）、花園院に律令を講じた（『花園天皇宸記』）。
元亨元年（1321年）に卒去。極位極官は、従四位下大判事・明法博士・明法侍読・修理権大夫。